# Литерный рейс
Литерный рейс (литерный борт) — по аналогии с литерным поездом, условное название авиарейсов высокой важности, перевозящих ценные грузы или весьма именитых персон (чаще всего — первых лиц государства). Обычно для обозначения таких воздушных судов используется литера "А".
При полёте литерный борт обладает наивысшим приоритетом: движение других рейсов (номерных) ограничивается в зоне движения литерного. Размер зоны безопасности может варьироваться в зависимости от важности рейса. Также на литерные рейсы могут не распространяться ограничения, введенные для обычных рейсов.